# St. Judas Thaddäus (Heisterbacherrott)

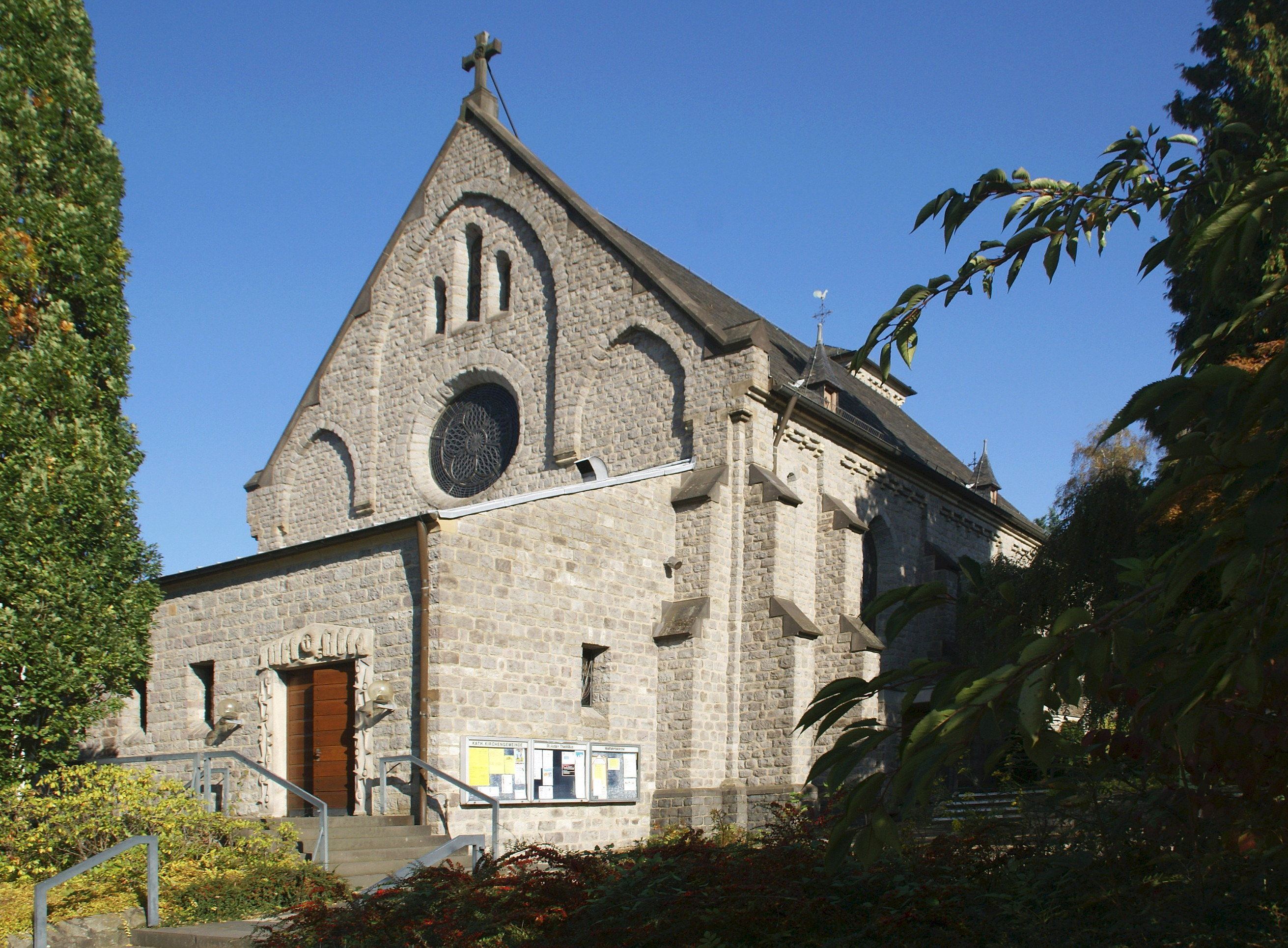
St. Judas Thaddäus (2014)

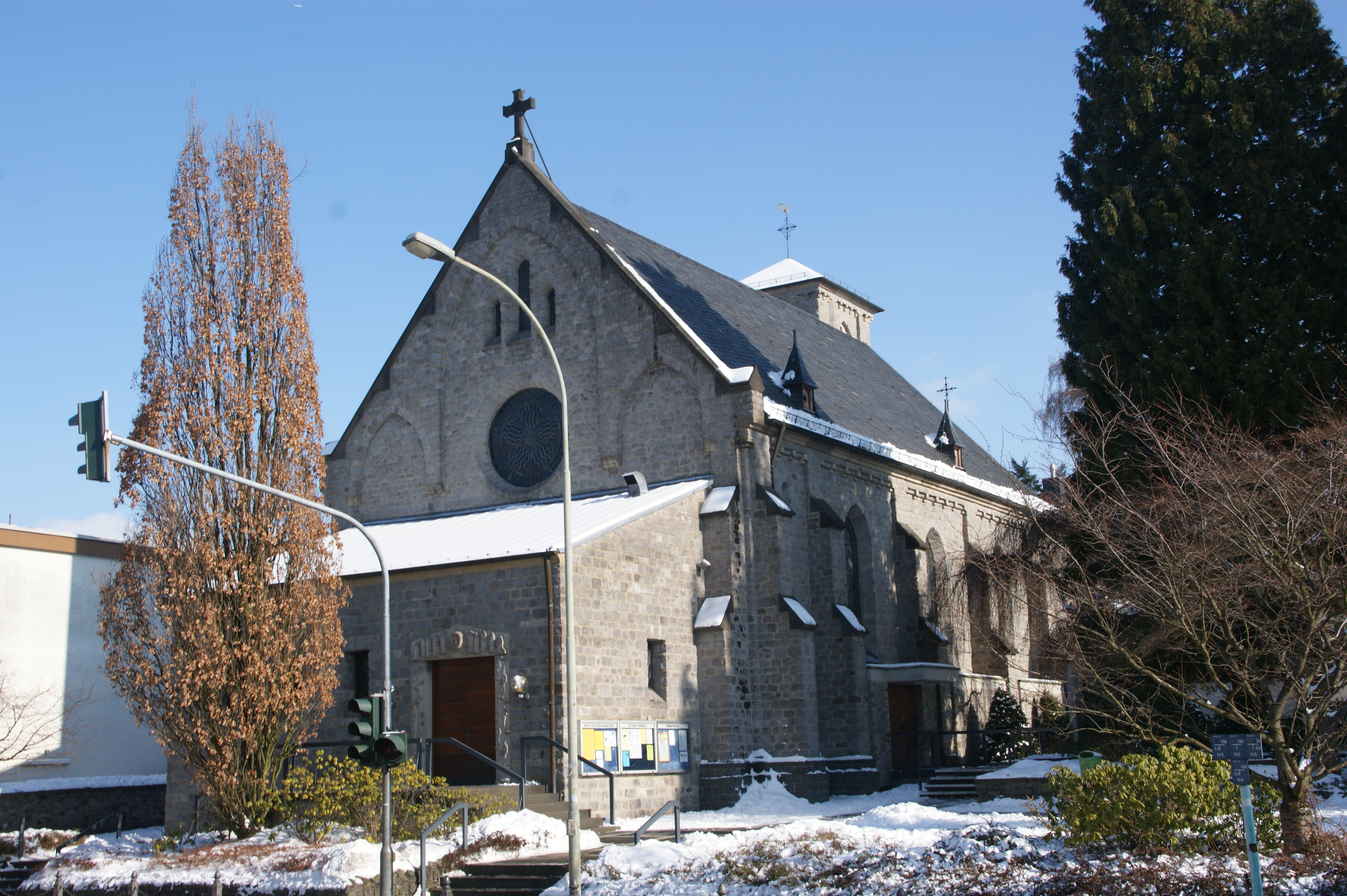
St. Judas Thaddäus (2010)

Die katholische Wallfahrtskirche St. Judas Thaddäus in Heisterbacherrott, einem Ortsteil der Stadt Königswinter im nordrhein-westfälischen Rhein-Sieg-Kreis, wurde von 1890 bis 1892 erbaut. Die Kirche in der Ortsmitte ist dem heiligen Judas Thaddäus geweiht. Das Gebäude ist aus Bruchsteinen (Latitquadern) aus dem Stenzelberg erbaut und enthält Reliquien des Heiligen und ein Gnadenbild mit seiner Darstellung. Das Kirchengebäude steht als Baudenkmal unter Denkmalschutz.

## Geschichte
Die Pfarrkirche entstand nach einem Entwurf des Architekten Franz Schmitz, mit der Ausführung waren Theodor Roß und Kante betraut. Auf Wunsch des Stifters Theodor Schiffers aus Aachen wurde sie dem heiligen Judas Thaddäus geweiht. Ein Bild des Pfarrpatrons, das heutige Gnadenbild, kam 1895/96 von der Pfarrei Niederdollendorf. Es zeigt den Heiligen als Halbfigur mit Palmzweig im Arm; vor der Brust hält er ein Medaillon mit dem Brustbild Jesu. 1911 erwarb Rektor Jakob Schmidt eine Reliquie des Heiligen.
1965 erfuhr die Kirche eine Erweiterung nach Plänen von H. Lob, im Zuge derer ein neuer Eingang an der Südseite entstand.

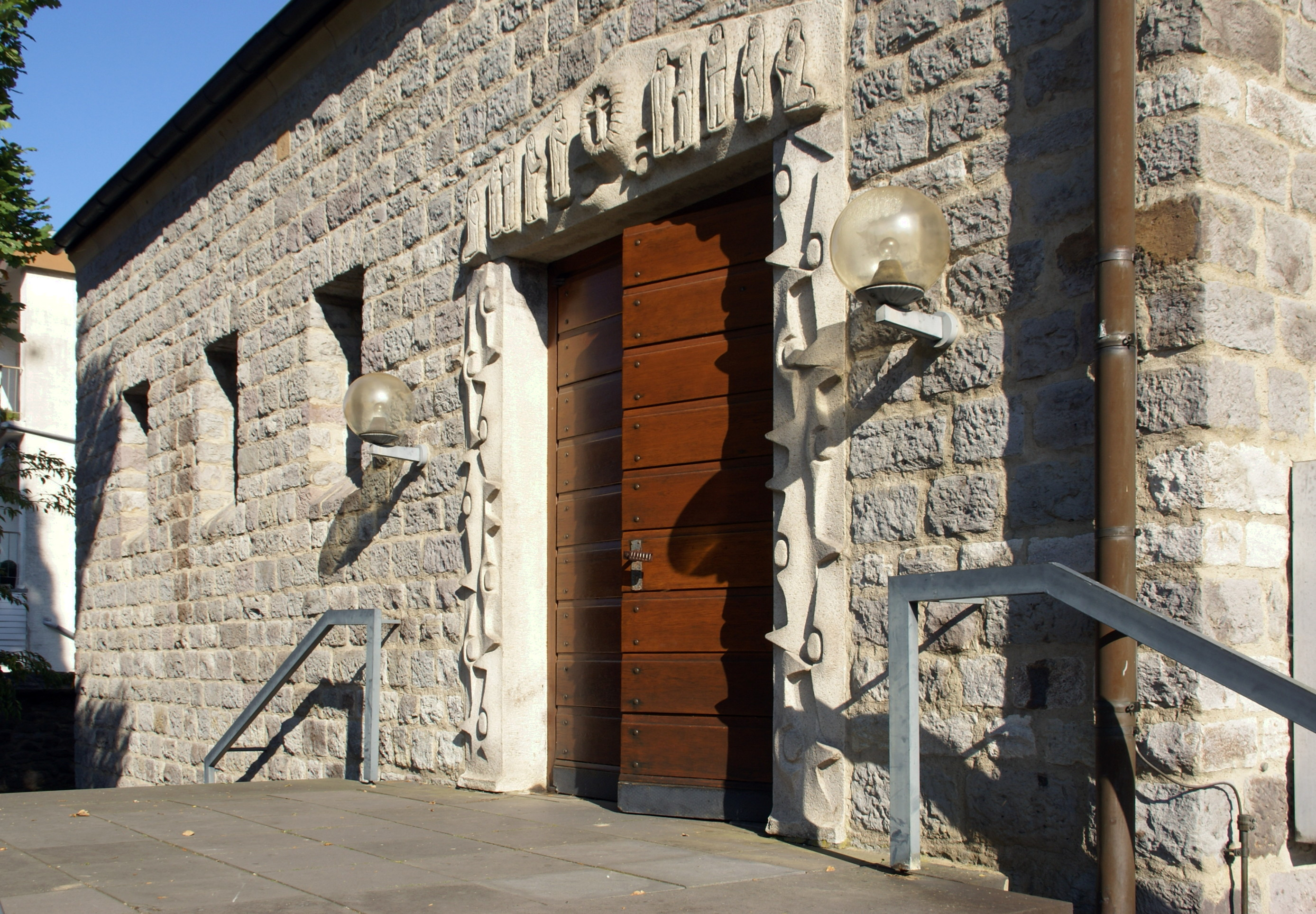
Eingang
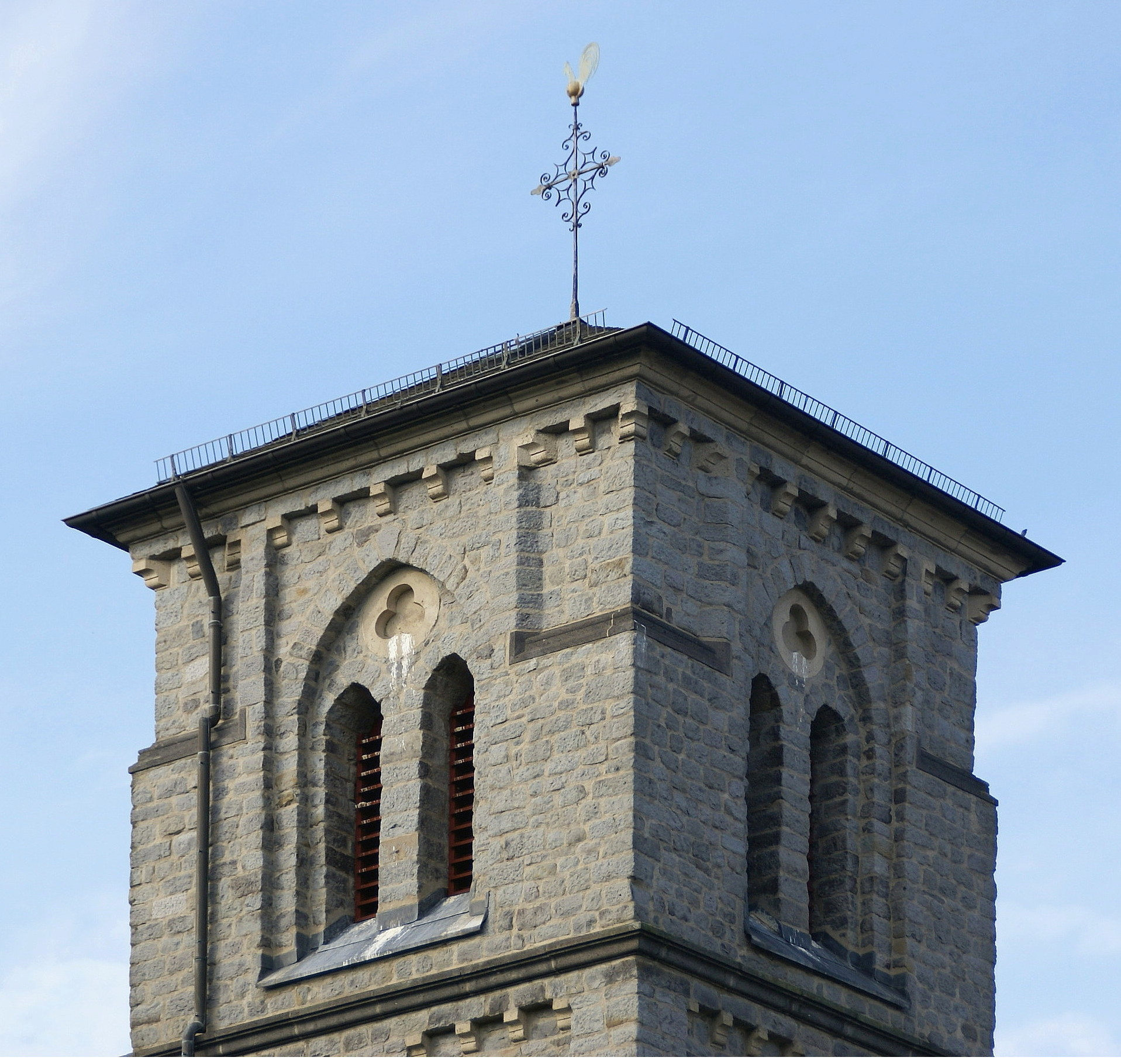
Kirchturm, Nahaufnahme
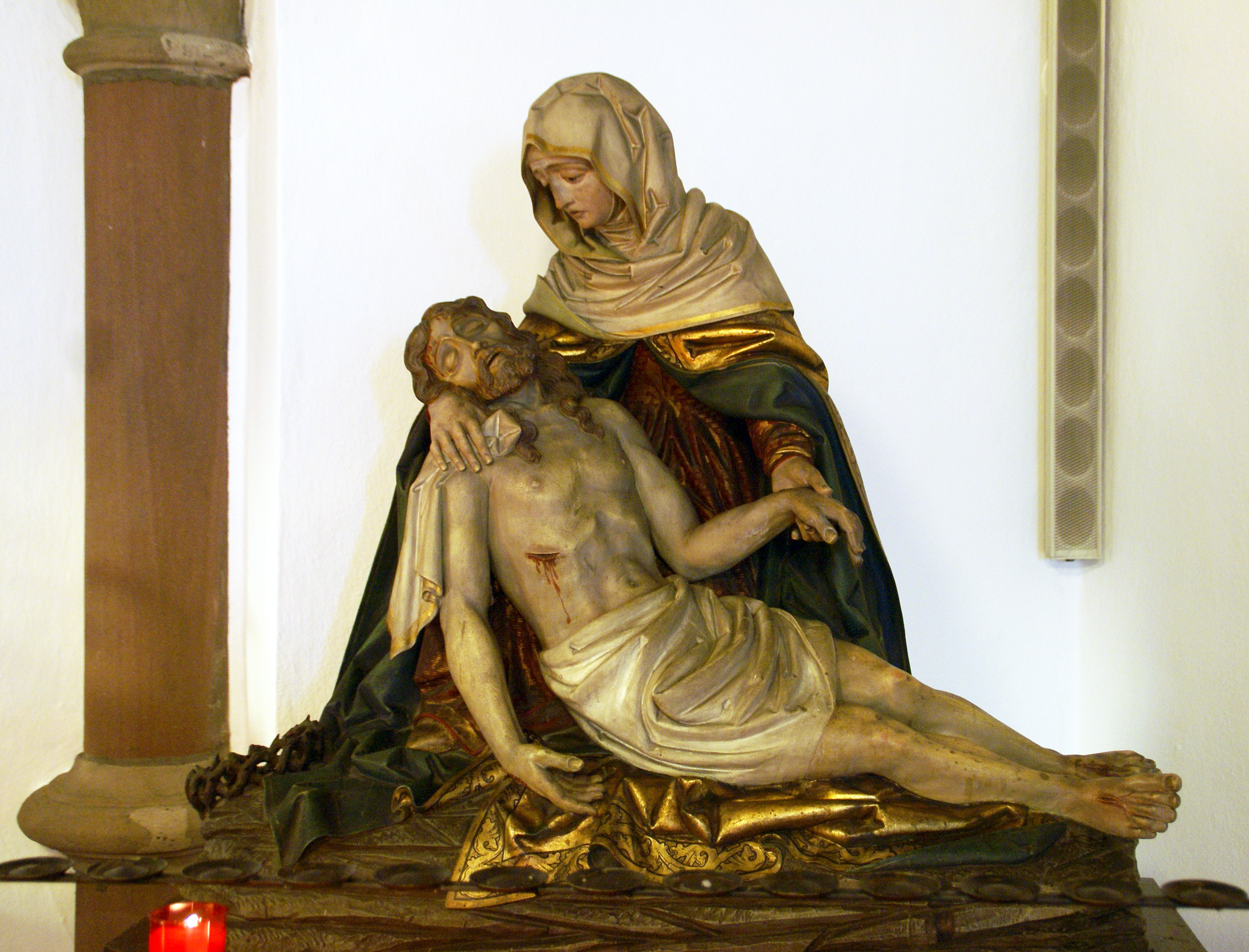
Pietà in der Kirche

## Orgel
1940 ersetzte das Opus 955 der Orgelbaufirma Klais aus Bonn eine bisherige Orgel aus dem Jahr 1906. Die Disposition lautet:
| I Manual C–g3 |                 |    |
| 1.            | Prinzipal       | 8′ |
| 2.            | Holzflöte       | 8′ |
| 3.            | Gemshorn        | 4′ |
| 4.            | Rauschquinte II | 2′ |
| 5.            | Schalmei        | 8′ |

| II Manual C–g3 |                  |    |
| 6.             | Querflöte        | 8′ |
| 7.             | Lieblich Gedackt | 8′ |
| 8.             | Prinzipal        | 4′ |
| 9.             | Blockflöte       | 4′ |
| 10.            | Schwegel         | 2′ |
| 11.            | Mixtur III–IV    |    |

| Pedal C–f1 |               |     |
| 12.        | Subbass       | 16′ |
| 13.        | Zartbass      | 16′ |
| 14.        | Prinzipalbass | 8′  |
| 15.        | Gedecktbass   | 8′  |
| 16.        | Choralbass    | 4′  |

- Koppeln: II/I, Sub II/I, I/P, II/P
- Spielhilfen: Kollektivzug Tutti, zwei freie Kombinationen

## Glocken
Vom Turm der Kirche erklingt das „Te Deum“-Motiv mit drei Glocken, die die Firma Petit & Gebr. Edelbrock aus Gescher im Jahre 1949 (resp. Glocke 1 im Jahre 1960) schuf:
| Nr. | Name           | Durchmesser (mm) | Masse (kg) | Schlagton (HT-1/16) |
| 1   | Maria          | 1162             | 950        | f1 +2               |
| 2   | Christus       | 962              | 550        | as1 +2              |
| 3   | Judas Thaddäus | 843              | 370        | b1 +2               |

## Rezeption
„[Bei der Kirche St. Judas Thaddäus] verbindet sich (…) die romanische Schwere mit gotischen Formen im Detail, aus der ein bodenständiger Gesamteindruck resultiert.“